# Цветова, Любовь Михайловна
Любовь Михайловна Цветова (род. 30 августа 1954, Придорожный, Челябинская область) — депутат Государственной Думы Федерального Собрания Российской Федерации V созыва.

## Биография
Любовь Михайловна Цветова родилась 30 августа 1954 года в посёлке Придорожный Остроленского сельсовета Нагайбакского района Челябинской области.
В 1977 году окончила Троицкий ветеринарный институт по специальности «Ветеринарный врач».
После института пять лет работала старшим ветврачом Курганского треста «Овцепром».
С 1982 года работала в совхозе «Заречный» города Кургана, впоследствии реорганизованном в ЗАО «Глинки», и. о. главного ветврача, старшим зоотехником-селекционером, главным зоотехником. В 1996 году была избрана директором ЗАО «Глинки». С 2003 года предприятие ЗАО «Глинки» имеет статус племенного завода федерального значения по разведению крупного рогатого скота.
28 ноября 2004 года избрана депутатом Курганской областной Думы IV созыва. Член фракции «Единая Россия», член Аграрной депутатской группы. Работала в составе комитета по аграрной политике и природным ресурсам, член комиссии по награждению Почетной грамотой Курганской областной Думы.
С 2004 по 2007 годы — член политической партии «Аграрная партия России». В 2007 году вступила в политическую партию «Единая Россия», была членом Политсовета Курганского регионального отделения партии «Единая Россия».
2 декабря 2007 года избрана депутатом Государственной Думы Федерального собрания Российской Федерации V созыва в составе федерального списка кандидатов, выдвинутого Всероссийской политической партией «Единая Россия», № 3 в региональной группе № 49 (Курганская область); Цветовой Л. М. был передан мандат Богомолова О. А., после его отказа. Член комитета по аграрным вопросам, член фракции «Единая Россия». Входила в бюро Центрального Совета общероссийской общественной организации «Всероссийский Совет местного самоуправления». Автор более 20 законодательных инициатив, соавтор 6 базовых законов по вопросам АПК.

## Награды
- Медаль «За трудовое отличие»
- Медаль «50 лет начала освоения целинных земель»
- Портрет занесён в Галерею «Курганцы — гордость города», 2006 год[4]
- Почётные грамоты Президента РФ, Государственной Думы Федерального Собрания Российской Федерации, Министерства сельского хозяйства РФ, Губернатора и Правительства Курганской области.

## Семья
Дочь Оксана